# 点燃激情 传递梦想
“点燃激情 传递梦想”（Light the Passion  Share the Dream）是北京奥运会火炬接力口号，《点燃激情 传递梦想》同时也是北京2008年奥运会暨残奥会火炬接力主题歌。《点燃激情 传递梦想》由香港音乐人鲍比达作曲，黄小茂作词。英文版由参加三亚第57届世界小姐总决赛来自106个国家和地区的佳丽共同演绎，这首歌曲为奥运会历史上演员国别和地区最多的一支歌。
同時亦新增了由孫燕姿，張靚穎，王力宏与汪峰合唱的普通話版本。

## 参看
- 北京欢迎你
- We Are Ready
- 北京2008年奥运会歌曲专辑

## 外部連結
- 点燃激情 传递梦想（世界小姐演唱）
- 火炬接力主题歌—点燃激情，传递梦想（中文）王力宏，孙燕姿，汪峰，张靓颖演唱
- 歌曲《点燃激情 传递梦想》汪峰、郭蓉、张靓颖、孙楠演唱